# 杉山卓
杉山卓（日语：／ Sugiyama Taku，1937年5月8日—），日本男性動畫師、動畫演出家、動畫導演。造形表達研究所所長、Taku Production（株式會社Deck）。京都動畫的共同創辦人八田陽子（舊姓：杉山）是他的妹妹。2019年時居住在靜岡縣濱松市北區。他的妻子也曾是東映動畫的動畫師（杉山加入公司3年後）。

## 來歷
杉山卓出生於東京府（後來的東京都）。太平洋戰爭結束後，他撤離至山形縣。畢業於東京都立豐多摩高等學校。高中期間，他是登山社的成員。他是宮崎駿妻子大田朱美的中學和高中同學。
1956年5月，當他準備報考東京藝術大學油畫系時，他在報紙上看到了東映動畫的招聘廣告，在姊姊的鼓勵下，他報考了東映動畫。並作為第1期畢業生加入該公司。在800名應試者中，包括杉山在內的10人成功入選（其中1人退出）。與他同期的人包括永澤詢、楠部大吉郎、小山禮司、福島信行、小田克也、江藤昌治。
隨後，他離開東映動畫，進入武藏野美術學校，畢業後在岩波電影製作所從事電視動畫的製作。後來，他受到手塚治虫的邀請，加入手塚創辦的虫Productions，並擔任導演。在虫Productions工作期間，他參與了《原子小金剛》的製作。在《W3》成為總導演。虫Productions破產後，他仍繼續與手塚合作，並擔任1980年上映的動畫電影《火鳥2772：愛的宇宙空間》的導演和編劇。
1970年代末到1980年代初，在動畫熱潮興起之際，他寫了多本介紹日本動畫歷史和新動畫的書籍，也出版了幾本青年小說。自2010年代以來，除了下述的教育活動以外，他也一直與遠州地區振興計畫合作。

### 京都動畫
當他還在虫Productions工作時，他的妹妹陽子問他高中畢業後是否想進入動畫行業，於是他將她介紹給了虫Productions，而陽子成為了虫Productions負責上色的員工。1981年，離開動漫、居住在京都府宇治的陽子向他徵求關於創辦動畫（上色）公司的建議時，他把她介紹給了SHIN-EI動畫的社長楠部，這標誌著京都動畫的創立。此後，兩人長期疏遠，但在2019年7月18日京都動畫縱火殺人事件後，他以創始人哥哥和公司創立參與者的身份頻繁接受媒體採訪。

## 教育
多年來，杉山卓致力於兒童早期智力教育和下一代動畫人才的培養。1967年，他在杉並區上井草創辦了一所名為「柿之木美術教室」的繪畫學校，由此創立了造形表現研究所（1975年更名為株式會社Deck））。為此開發和銷售幼兒教育的教材。他也經常前往離家較近的濱松市立平山小學，親身體驗動畫製作。另一方面，自2013年起，他在東京設計技術中心專門學校擔任動畫技術講師，自2020年起，他在豐橋市每月兩次舉辦動畫師培訓課程。雖然該公司已經為其為動畫製作體驗而開發的「Parapara漫畫示範機」（Anime Parapara Box）申請了專利，由於未提出審查請求，該申請於2016年9月6日被視為撤回。

## 參加作品

### 執導作品
※括號內的年份為播出或上映的年份、職稱。
電視動畫
- 海豚王子（1965年，原案、演出、作畫）
- W3（日语：W3）（1965年，首席導演）
- 動物1（日语：アニマル1）（1968年，導演、演出監修）
- [d]（1969年1月2日，導演）[29][30]
- 汪汪三劍客（1981年，導演[e]）
- 愛麗絲夢遊仙境 (1983年版)（日语：ふしぎの国のアリス (テレビアニメ)）（1983年—1984年，導演）
- 神奇無尾熊（日语：ふしぎなコアラブリンキー）（1984年，導演）
- 波士可的冒險（日语：ボスコアドベンチャー）（1986年，導演）

電影動畫
- 火鳥2772：愛的宇宙空間（1980年，導演、編劇[1]）
- 劇場阪 頑皮大師（1981年，導演、編劇[1]）
- 紅色殺人車票（1990年，導演[1]）

### 其它
電視動畫
- 怪盜普萊德（日语：怪盗プライド）（1965年，演出）
- 加油！海洋少年（1966年，原作）
- 海底小遊俠（1969年，原作）
- 萬能旋風兒（日语：国松さまのお通りだい）（1972年，演出）
- 賣氣球的銅鑼太郎（日语：フーセンのドラ太郎）（1981年，分鏡）
- 小熊貓豆豆（日语：タオタオ絵本館）（1983年，分鏡）
- Topo Gigio（日语：トッポ・ジージョ）（1988年，編劇）

電影動畫
- 白蛇傳（1958年，動畫）[31]
- 少年猿飛佐助（1959年，動畫）[31][1]
- 九尾狐與飛丸（1968年，人物設定、作畫監督[1]、共同演出）[31]

電視劇
- 俏巴喇（日语：チビラくん）（1970年，標題動畫）

## 著書

### 動畫相關
- （1—3），秋元書房〈秋元文庫〉，1978年—1979年 NCID BA37793660
- （上、下），德間書店，1978年 NCID BA35618615
- ，秋元書房〈秋元文庫〉，1981年 NCID BA40504320
- ，集英社〈集英社文庫Cobalt系列〉，1981年 NDL 82004344
- ，集英社〈集英社文庫Cobalt系列〉，1982年 NDL 82052478
- ，集英社〈集英社文庫Cobalt系列〉，1982年 NDL 82027778
- ，集英社〈集英社文庫Cobalt系列〉，1983年 ISBN 4-08-610552-7

### 小說
※皆屬於集英社文庫Cobalt系列。
- ，1980年
- ，1980年
- ，1981年
- ，1982年
- ，1984年

## 相關書籍
- ，MANDARAKE出版部，2010年。

## 腳註

### 注識
1. ↑  永澤詢作證說，日期是1957年11月16日[15]。
2. ↑  關於杉山加入虫Productions的年份，《東京新聞》稱是「1963年」[5]，而《朝日新聞》則稱是「1964年」[6]。
3. ↑  不提供任何生產協助或技術指導[20]。
4. ↑  動畫與真人鏡頭的合成作品。
5. ↑  與腰繁男連名。

## 外部連結
- （日語）—杉山卓的官方個人部落格。
- YouTube上的 （日語）